# Вилланова-дель-Силларо
Вилланова-дель-Силларо (итал. Villanova del Sillaro) — коммуна в Италии, располагается в регионе Ломбардия, в провинции Лоди.
Население составляет 1316 человек (2008 г.), плотность населения составляет 101 чел./км². Занимает площадь 13 км². Почтовый индекс — 26818. Телефонный код — 0371.
Покровителями коммуны почитаются святые Николай и Михаил, празднование в последнее воскресение мая.

## Демография
Динамика населения:

## Администрация коммуны
- Официальный сайт: